# Regering-G. Eyskens IV
De regering-Eyskens IV (17 juni 1968 - 21 januari 1972) was een Belgische regering. Het was een coalitie tussen de CVP/PSC (69 zetels) en de BSP/PSB (59 zetels).
De regering volgde de regering-Vanden Boeynants I op en werd opgevolgd door de regering-G. Eyskens V.

## Verloop

### Vorming
De regering-G. Eyskens IV volgde de regering-Vanden Boeynants I op nadat ze was gevallen als gevolg van het uitblijven van een regeling voor de Leuvense zaak. Dit leidde tot vervroegde verkiezingen op 31 maart 1968. Hierbij boekte enkel de communautaire partijen, de VU, het FDF en het RW winst. De drie traditionele partijen daarentegen verloren een aantal zetels.
Na deze verkiezingen vormden Gaston Eyskens (CVP/PSC) een coalitie tussen de christendemocratische en socialistische partijen. De regering G. Eyskens IV trad op 17 juni 1968 aan.

### Maatregelen
Ondanks dat de regering geen tweederdemeerderheid had in de Kamer en de Senaat kon de regering toch overgaan tot enkele grondwetsherzieningen dankzij de steun van andere parlementaire fracties:
- De eerste staatshervorming, met als essentieel element de indeling van het parlement in taalgroepen, waarbij beide taalgroepen een eigen Cultuurraad vormen
  - Grondwetsherzieningen van 21 april 1970, 20 juli 1970, 24 december 1970
  - De wet van 3 juli 1971 tot indeling van de leden van de Wetgevende Kamers in taalgroepen
  - De wet van 21 juli 1971 betreffende de bevoegdheid en de werking van de cultuurraden

## Samenstelling
De regering bestond uit 27 ministers en 2 ministers-staatssecretarissen. De CVP/PSC had 15 ministers en 1 minister-staatssecretaris en de BSP/PSB had 12 ministers en 1 minister-staatssecretaris.
| Ambtsbekleder                 | Ambtsbekleder                      | Ambtsbekleder                              | Functie en bevoegdheden                                            | Termijn                            | Partij                      |
| Kernkabinet                   | Kernkabinet                        | Kernkabinet                                | Kernkabinet                                                        | Kernkabinet                        | Kernkabinet                 |
| ----------------------------- | ---------------------------------- | ------------------------------------------ | ------------------------------------------------------------------ | ---------------------------------- | --------------------------- |
|                               |                                    | Gaston Eyskens (1905-1988)                 | Premier                                                            | 17 juni 1968 - 21 januari 1972     | CVP-PSC                     |
|                               |                                    | Joseph-Jean Merlot (1913-1969)             | Vicepremier Economische Zaken                                      | 17 juni 1968 - 21 januari 1969     | PSB-BSP                     |
|                               |                                    | André Cools (1927-1991)                    | Vicepremier                                                        | 27 januari 1969 - 21 januari 1972  | PSB-BSP                     |
| Begroting                     | 17 juni 1968 - 22 februari 1971    | André Cools (1927-1991)                    |                                                                    |                                    | PSB-BSP                     |
| Economische Zaken             | 22 februari 1971 - 21 januari 1972 | André Cools (1927-1991)                    |                                                                    |                                    | PSB-BSP                     |
| Ministers                     |                                    |                                            |                                                                    |                                    |                             |
|                               |                                    | Théo Lefèvre (1914-1973)                   | Zonder Portefeuille, belast met Wetenschapsbeleid en -programmatie | 17 juni 1968 - 21 januari 1972     | CVP-PSC                     |
|                               |                                    | Piet Vermeylen (1904-1991)                 | Nationale Opvoeding                                                | 17 juni 1968 - 21 januari 1972     | BSP-PSB                     |
|                               |                                    | Paul-Willem Segers (1900-1983)             | Landsverdediging                                                   | 17 juni 1968 - 21 januari 1972     | CVP-PSC                     |
|                               |                                    | Pierre Harmel (1911-2009)                  | Buitenlandse Zaken                                                 | 17 juni 1968 - 21 januari 1972     | PSC-CVP                     |
|                               |                                    | Charles Héger (1902-1984)                  | Landbouw                                                           | 17 juni 1968 - 21 januari 1972     | PSC-CVP                     |
|                               |                                    | Edward Anseele jr. (1902-1981)             | Posterijen, Telegrafie en Telefonie                                | 17 juni 1968 - 21 januari 1972     | BSP-PSB                     |
|                               |                                    | Hendrik Fayat (1908-1997)                  | Buitenlandse Handel                                                | 17 juni 1968 - 21 januari 1972     | BSP-PSB                     |
|                               |                                    | Raymond Scheyven (1911-1987)               | Ontwikkelingssamenwerking                                          | 17 juni 1968 - 21 januari 1972     | PSC-CVP                     |
|                               |                                    | Alfred Bertrand (1913-1986)                | Verkeerswezen                                                      | 17 juni 1968 - 21 januari 1972     | CVP-PSC                     |
|                               |                                    | Alfons Vranckx (1907-1979)                 | Justitie                                                           | 17 juni 1968 - 21 januari 1972     | BSP-PSB                     |
|                               |                                    | Jos De Saeger (1911-1998)                  | Openbare Werken                                                    | 17 juni 1968 - 21 januari 1972     | CVP-PSC                     |
|                               |                                    | Placide De Paepe (1913-1989)               | Sociale Voorzorg                                                   | 17 juni 1968 - 21 januari 1972     | CVP-PSC                     |
|                               |                                    | Louis Major (1902-1985)                    | Tewerkstelling en Arbeid                                           | 17 juni 1968 - 21 januari 1972     | BSP-PSB                     |
|                               |                                    | Jean-Charles Snoy et d'Oppuers (1907-1991) | Financiën                                                          | 17 juni 1968 - 21 januari 1972     | PSC-CVP                     |
|                               |                                    | Albert Parisis (1910-1992)                 | Franse Cultuur                                                     | 17 juni 1968 - 21 januari 1972     | PSC-CVP                     |
|                               |                                    | René Pêtre (1911-1976)                     | Openbaar Ambt                                                      | 17 juni 1968 - 21 januari 1972     | PSC-CVP                     |
|                               |                                    | Gustave Breyne (1914-1998)                 | Gezin en Huisvesting                                               | 17 juni 1968 - 21 januari 1972     | BSP-BSP                     |
|                               |                                    | Charles Hanin (1914-2012)                  | Middenstand                                                        | 17 juni 1968 - 21 januari 1972     | PSC-CVP                     |
|                               |                                    | Louis Namèche (1915-1990)                  | Volksgezondheid                                                    | 17 juni 1968 - 21 januari 1972     | PSB-BSP                     |
|                               |                                    | Lucien Harmegnies (1916-1994)              | Binnenlandse Zaken                                                 | 17 juni 1968 - 21 januari 1972     | PSB-BSP                     |
|                               |                                    | Abel Dubois (1921-1989)                    | Nationale Opvoeding                                                | 17 juni 1968 - 21 januari 1972     | PSB-BSP                     |
|                               |                                    | Leo Tindemans (1922-2014)                  | Communautaire Betrekkingen                                         | 17 juni 1968 - 21 januari 1972     | CVP-PSC                     |
|                               |                                    | Frans Van Mechelen (1923-2000)             | Nederlandse Cultuur                                                | 17 juni 1968 - 21 januari 1972     | CVP-PSC                     |
|                               |                                    | Freddy Terwagne (1925-1971)                | Communautaire Betrekkingen                                         | 17 juni 1968 - 15 februari 1971    | PSB-BSP                     |
|                               |                                    | Fernand Dehousse (1906-1976)               | Communautaire Betrekkingen                                         | 22 februari 1971 - 21 januari 1972 | PSB-BSP                     |
|                               |                                    | Edmond Leburton (1915-1997)                | Economische Zaken                                                  | 27 januari 1969 - 22 februari 1971 | PSB-BSP                     |
|                               |                                    | Maurice Denis (1916-1978)                  | Begroting                                                          | 22 februari 1971 - 21 januari 1972 | PSB-BSP                     |
| Ministers-staatssecretarissen |                                    |                                            |                                                                    |                                    |                             |
|                               |                                    | André Vlerick (1919-1990)                  | Streekeconomie                                                     | 17 juni 1968 - 21 januari 1972     | extraparlementair (CVP-PSC) |
|                               |                                    | Fernand Delmotte (1920-1998)               | Streekeconomie                                                     | 17 juni 1968 - 21 januari 1972     | PSB-BSP                     |

### Herschikkingen
- Op 27 januari 1969 verving André Cools (PSB/BSP) Joseph-Jean Merlot (PSB/BSP) , die overleden was, als vicepremier. Edmond Leburton (PSB/BSP) werd minister van Economische Zaken.
- Op 22 februari 1971 verving André Cools (PSB/BSP) Edmond Leburton (PSB/BSP), die voorzitter van de PSB werd, als minister van Economische Zaken. Maurice Denis (PSB/BSP) verving André Cools als minister van Begroting. Fernand Dehousse (PSB/BSP) verving de overleden Freddy Terwagne (PSB/BSP) als minister van Communautaire Relaties.